# Cornucopiae
Cornucopiae är ett släkte av gräs. Cornucopiae ingår i familjen gräs.
Kladogram enligt Catalogue of Life:
| Cornucopiae | \| \| Cornucopiae alopecuroides \| \| \| \| \| \| Cornucopiae cucullatum \| \| \| \| |
|             | \| \| Cornucopiae alopecuroides \| \| \| \| \| \| Cornucopiae cucullatum \| \| \| \| |
|             | Cornucopiae alopecuroides                                                            |
|             |                                                                                      |
|             | Cornucopiae cucullatum                                                               |
|             |                                                                                      |